# Белов, Станислав Кондратьевич
Белов Станислав Кондратьевич (24 мая 1937, Омск — 28 августа 1989, там же) — омский художник график, заслуженный деятель искусств РСФСР (1981), сын известного сибирского художника К.П. Белова.

## Биография
Родился 24 мая 1937 года в семье омского пейзажиста Кондратия Петровича Белова.
- В 1955—1961 годах учился во ВГИКе на художественном факультете по специальности художник фильма (педагоги Ф. С. Богородский, Ю. И. Пименов, М. А. Богданов, Б. Н. Яковлев, С. М. Каманин, Е. А. Калачев, Г. А. Мясников). Дипломная работа: эскизы декораций по роману В. Зарубина «Два мира» (гуашь).
- С 1961 года работал художником-постановщиком на Омской студии телевидения, затем старшим преподавателем на кафедре живописи и рисунка ХГФ ОГПИ.
- С 1962 года — кандидат в члены Союза художников СССР, впоследствии с 1964 года член Союза художников СССР.
- В 1971 году присвоено ученое звание доцента.
- В 1976 году стал заведующим кафедрой живописи. Делегат IV съезда СХ РСФСР.
- В 1977 году — делегат V съезда СХ СССР.
- В 1987 году присвоено звание профессора.
- В 1981—1985 годы — председатель правления Омской организации СХ РСФСР.

Неоднократно избирался членом правления и бюро творческой секции Омской организации СХ РСФСР; член областного и зонального выставкомов, участвовал в работе республиканских выставкомов.
Умер 28 августа 1989 года, похоронен на Старо-Северном мемориальном кладбище.

## Награды и звания
- 2-я премия ЦК ВЛКСМ за серию «На мирной земле» (1972).
- Знак «Отличник просвещения СССР» (1987).

## Творчество
Работал на темы: «Историко-революционное прошлое Сибири», «Сибирь в годы Великой Отечественной войны», «Освоение Тюменского Севера», современная жизнь сибирских городов и сел. Создал серии «Юность отцов», «Комсомол сибирской деревни», «На мирной земле», «Город в тылу» и др.

### Творческие дачи
Творческая дача «Челюскинская» (1969, руководитель В.С. Слыщенко; 1975; 1986, руководитель А.А. Ливанов), Гурзуф (1981).

### Творческие поездки
По реке Каме вместе с отцом К.П. Беловым и Р.Ф. Черепановым: Пермь, Соликамск, Чердынь (1964). Венгрия (1975), Франция (1974, 1987), Тюмень, Тобольск (1987, 1988).

### Творческие группы
«По земле Вологодской» (1972), «По городам Древней Руси» (1976), «По сибирским рекам Оби и Иртышу» (1979).

### Выставки
- 1962 – Групповая выставка художников Бабаевой Н., Белова С., Брюханова Н., Штабнова Г.. Дом художника. Омск.
- 1965 – Передвижная выставка «Художники Сибири». Новосибирск.
- 1964 – I зональная художественная тематическая выставка «Сибирь социалистическая». Новосибирск.
- 1966 – Зональная выставка художников Сибири и Дальнего Востока. Тюмень.
- 1967 – II зональная выставка «Сибирь социалистическая», посвященная 50-летию Советской власти. Омск.
- 1967 – Всесоюзная выставка «На страже мира». Москва.
- 1967 – Всесоюзная выставка молодых художников. Москва.
- 1968 – Всесоюзная выставка «На страже Родины». Москва.
- 1968 – Республиканская выставка «50 лет ВЛКСМ». Ленинград.
- 1968 – Выставка «Графики Сибири». Москва.
- 1968 – Выставка произведений советских художников, посвященная 50-летию Ленинского комсомола. ООМИИ. Омск.
- 1968 – Выставка произведений омских художников в г. Черновцы.
- 1969 – Республиканская выставка «Графики Сибири». Москва.
- 1969 – III зональная выставка «Сибирь социалистическая» (к 100-летию со дня рождения В.И. Ленина). Красноярск.
- 1971 – Республиканская выставка «Художники Урала, Сибири, Дальнего Востока». Москва.
- 1972 – Всесоюзная выставка молодых художников. Москва.
- 1972 – Всесоюзная выставка «СССР – наша Родина». Москва.
- 1972 – Республиканская выставка «По родной стране». Москва.
- 1972 – Республиканская выставка произведений молодых художников России. Москва.
- 1972 – Республиканская выставка произведений участников творческих групп «По земле Вологодской». Москва.
- 1972 – Выставка «Молодые художники – 50-летию СССР». Дом художника. Омск.
- 1973 – Юбилейная выставка, посвященная 40-летию Омской организации СХ и ХПМ. Дом художника. Омск.
- 1974 – Зарубежная выставка «Графики Сибири». Франция.
- 1974 – Международная выставка графики. Франция, Амьен.
- 1974 – Выставка «Художники – целине», посвященная 20-летию освоения целинных и залежных земель. Дом художника. Омск.
- 1975 – Зарубежная Выставка произведений омских художников в ВНР. Будапешт.
- 1975 – Республиканская выставка «Художники России 30-летию Победы». Волгоград.
- 1975 – Республиканская выставка «Советская Россия». Москва.
- 1975 – IV зональная выставка «Сибирь социалистическая». Томск.
- 1976 – Республиканская выставка «Рисунок и акварель». Вологда.
- 1977 – Персональная выставка. Дом художника. Омск.
- 1977 – Республиканская выставка «60 лет Великого Октября». Москва.
- 1977 – Республиканская выставка «Рисунок и акварель». Ленинград.
- 1977 – Выставка омских художников. Дом актёра. Омск.
- 1977 – Групповая выставка омских художников С.К. Белова, Г.В. Намиеровского, И.В. Игнатенко. Омск.
- 1978 – Всесоюзная V выставка акварели. Москва.
- 1978/79 – Групповая выставка С. Белов, Ф. Бугаенко, А. Чермошенцев. Москва, Ленинград, Барнаул, Кемерово.
- 1979 – Всесоюзная выставка произведений передвижной творческой группы «Художники – флоту». Омск.
- 1979 – Всесоюзная выставка «Голубые дороги Родины». Москва, Ленинград.
- 1979 – Республиканская выставка «Мы строим БАМ». Улан-Удэ.
- 1979 – Всероссийская выставка произведений художников-преподавателей педагогических учебных заведений. Москва.
- 1980 – Республиканская выставка «Советская Россия». Москва.
- 1980 – V зональная выставка «Сибирь социалистическая». Барнаул.
- 1981 – Республиканская выставка «По родной стране». Москва.
- 1982 – Дар омских художников колхозу «Родина» станицы Казанской Краснодарского края. Казанская.
- 1982/83 – Областная выставка «Омская земля». Дом художника. Омск.
- 1983 – Республиканская выставка «Рисунок и акварель». Ленинград.
- 1983 – Выставка произведений советской живописи. ООМИИ. Омск.
- 1984 – Республиканская выставка «Художники России – БАМу». Чита.
- 1984 – Выставка «Современная советская графика и скульптура». ООМИИ. Омск.
- 1984 – Выставка, посвященная 60-летию ООМИИ. Дом художника. Омск.
- 1984/85 – Областная выставка «Омская земля». Москва, Ленинград.
- 1985 – VI зональная выставка «Сибирь социалистическая». Кемерово.
- 1985 – Республиканская выставка «Советская Россия». Москва.
- 1985 – Выставка «Нам нужен мир!». ООМИИ. Омск.
- 1987 – Персональная выставка. Омск, Тобольск, Новосибирск.
- 1987 – Зарубежная Выставка омских художников в области Пешт. Рисунок. Акварель. Эстамп. Венгрия.
- 1988 – Персональная выставка. Выставочный зал СХ РСФСР. Москва.
- 1993 – Выставка «Встречное движение». ООМИИ. Омск.
- 1997 – Персональная выставка. ООМИИ им. М.А. Врубеля. Омск.
- 1999 – Выставка произведений художников-шестидесятников. Музей К.П. Белова. Омск.
- 1999/2001 – Выставка «Искусство XX века». ООМИИ им. М.А. Врубеля. Омск.
- 2000 – Выставка омских художников из коллекции Омскпромстройбанка. ООМИИ им. М.А. Врубеля. Омск.
- 2001 – Выставка «Место и Время», посвященная 10-летию ГМИО. Омск.
- 2002 – Персональная выставка. Музей К.П. Белова. Омск.
- 2002 – Выставка творческих работ профессорско-преподавательского состава факультета искусств, посвященная 70-летию ОмГПИ. ООМИИ им. М.А. Врубеля. Омск.
- 2002 – Выставка «Омский Союз художников в контрастах эпохи». К 70-летию образования Омской организации СХ России. ООМИИ им. М.А. Врубеля. Омск.
- 2006 – Выставка «Художник в поисках идеала. Омск, 1960-е годы - начало XXI века». ГМИО. Омск.
- 2007 – Выставка «Непрошедшее время», посвященная 70-летию со дня рождения художника. Музей К.П. Белова. Омск.
- 2007 – Выставка «Вид из окна», посвященная 50-летию омского Дома художника. Дом художника. Омск.
- 2008 – Выставка-воспоминание «Станислав Белов. Живопись, графика». Музей К.П. Белова. Омск.

## Интересные факты
- Станислав Кондратьевич Белов признается традицией как один из отцов-основателей Художественно-графического факультета (ХГФ) ОмГПИ наряду с Алексеем Николаевичем Либеровым.
- Ему же принадлежала идея создания в Омске персональных музеев двух крупнейших художников — А. Н. Либерова и К. П. Белова
- В Омске известны 4 художника по фамилии Белов. Владимир Никитич и Сергей Александрович однофамильцы друг другу и отцу и сыну — Кондратию Петровичу и Станиславу Кондратьевичу.